# Хабање
Хабање је скидање материјала са површине чврстог тела, изазвано механичким узроцима, односно кроз контакт при релативном кретању материјала у чврстом, течном или гасовитом стању.